# تیم ملی فوتبال ایتالیا
 تیم ملی فوتبال ایتالیا (به ایتالیایی: Nazionale di calcio dell’Italia) نماینده ایتالیا در رقابت‌های فوتبال پس از اولین دیدارشان در سال ۱۹۱۰ و در مقابل فرانسه است. این تیم تحت نظارت فیفا بوده و توسط یوفا کنترل می‌شود همچنین تصمیم گیرنده اصلی و هدایت کننده این تیم فدراسیون فوتبال ایتالیا (FIGC) می‌باشد. تیم ملی ایتالیا بازی‌های خانگی خود را در استادیوم‌های مختلفی برگزار می‌کند و محل تمرینات این تیم کمپ تمرینی کوورچیانو در شهر فلورانس می‌باشد. ایتالیا یکی از موفق‌ترین تیم‌های ملی جهان در جام‌های جهانی است: ۴ بار قهرمانی (۱۹۳۴، ۱۹۳۸، ۱۹۸۲ و ۲۰۰۶)، ۲ بار نایب قهرمانی (۱۹۷۰ و ۱۹۹۴)، ۱ بار مقام سومی (۱۹۹۰) و ۱ بار مقام چهارمی (۱۹۷۸)، ناگفته نماند ایتالیا اولین تیمی است که توانست از عنوان قهرمانی خود در جام جهانی (در سال ۱۹۳۴) دفاع کند، همچنین تیم ملی ایتالیا در زمان جنگ جهانی دوم در بین سال‌های ۱۹۳۸ تا ۱۹۵۰ با در اختیار داشتن جام قهرمانی این مسابقات به مدت ۱۲ سال بیشتر از هر تیم دیگری این جام را در خانه نگه داشته‌است. علاوه بر این، ایتالیا ۲ بار موفق به فتح جام ملت‌های اروپا در سال‌های ۱۹۶۸ و ۲۰۲۰ شده‌است. کسب مدال طلای المپیک تابستانی (۱۹۳۶) و دو عنوان قهرمانی در جام بین‌المللی اروپای مرکزی در سال‌های (۱۹۲۷-۱۹۳۹ - ۱۹۳۳-۱۹۳۵) در کارنامه این تیم وجود دارد.
این تیم در تاریخ ۱۹ دسامبر ۲۰۲۴ در رده‌بندی فیفا در رتبه ۹ قرار گرفت.
تیم ملی ایتالیا به آتزوری معروف می‌باشد (آتزوری به معنای آبی لاجوردی می‌باشد)، رنگی که در لباس اول این تیم معمولاً به چشم می‌خورد و دلیل آن رنگ سنتی قلعه خاندان سلطنتی ساوی بود که از سال ۱۸۶۰ تا سال ۱۹۴۶ در ایتالیا حکمرانی می‌کردند. در وسط پرچم ایتالیا که سفید رنگ است علامت صلیب شبیه به پرچم سوئیس و تاجی قرار داشت و خط آبی رنگ دور صلیب بود که رنگ حکومت سلطنتی بود. ایتالیا دو قهرمانی اول خود در جام جهانی را در زمان سلطنت ساوی ها کسب کرد. بعد از سقوط سلطنت و برپایی جمهوری رنگ لاجوردی تیم ایتالیا تغییر نکرد و همچنان پا برجاست.
از بازیکنان معروف ایتالیایی می‌توان به دینو زوف، جوزپه مئاتزا، جانی ریورا، پائولو روسی، جوزپه برگومی، فرانکو بارزی، روبرتو دونادونی، پائولو مالدینی، روبرتو باجو، فرانچسکو توتی، الساندرو دل پیرو، الساندرو کاستاکورتا، فیلیپو اینزاگی، آندره آ پیرلو، الساندرو نستا، جیان لوئیجی بوفون، جورجو کیه‌لینی، سالواتوره اسکیلاچی، فابیو کاناوارو، لئوناردو بونوچی، دانیله دروسی و کریستین ویری اشاره کرد.

## فهرست بازیکنان تیم ملی فوتبال ایتالیا

### ترکیب کنونی
بازیکنان زیر لیست رسمی ۲۳ نفره برای مقدماتی جام ملتهای اروپا ۲۰۲۰ است.
آمار حضور و گل ملی به روز شده تا ۸ سپتامبر ۲۰۱۹، بعد از بازی مقابل فنلاند.
| ش. | پست       | بازیکن             | ت‌ت (سن)                 | بازی | گل | باشگاه                |
| -- | --------- | ------------------ | ----------------------- | ---- | -- | --------------------- |
| 1  | دروازه‌بان | سالواتوره سیریگو   | ۱۲ ژانویهٔ ۱۹۸۷ ‏(۳۸ سال) | 22   | 0  | جنوا                  |
| 20 | دروازه‌بان | الکس مرت           | ۲۲ مارس ۱۹۹۷ ‏(۲۸ سال)   | 0    | 0  | ناپولی                |
| 21 | دروازه‌بان | جانلوئیجی دوناروما | ۲۵ فوریهٔ ۱۹۹۹ ‏(۲۶ سال)  | 14   | 0  | پاری سن ژرمن          |
|    |           |                    |                         |      |    |                       |
| 3  | مدافع     | فرانچسکو آچربی     | ۱۰ فوریهٔ ۱۹۸۸ ‏(۳۷ سال)  | 4    | 0  | لاتزیو                |
| 4  | مدافع     | امرسون پالمیری     | ۳ اوت ۱۹۹۴ ‏(۳۰ سال)     | 6    | 0  | چلسی                  |
| 5  | مدافع     | آرماندو ایتزو      | ۲ مارس ۱۹۹۲ ‏(۳۳ سال)    | 2    | 0  | تورینو                |
| 6  | مدافع     | دنیلو دمبروسیو     | ۹ سپتامبر ۱۹۸۸ ‏(۳۶ سال) | 2    | 0  | اینترمیلان            |
| 13 | مدافع     | آلسیو رومانیولی    | ۱۲ ژانویهٔ ۱۹۹۵ ‏(۳۰ سال) | 10   | 0  | آث میلان              |
| 19 | مدافع     | لئوناردو بونوچی    | ۱ مهٔ ۱۹۸۷ ‏(۳۸ سال)      | 91   | 7  | یوونتوس (کاپیتان تیم) |
| 16 | مدافع     | الساندرو فلورنزی   | ۱۱ مارس ۱۹۹۱ ‏(۳۴ سال)   | 34   | 2  | رم                    |
| 23 | مدافع     | جانلوکا مانچینی    | ۱۷ آوریل ۱۹۹۶ ‏(۲۹ سال)  | 2    | 0  | رم                    |
|    |           |                    |                         |      |    |                       |
| 2  | هافبک     | ساندرو تونالی      | ۸ مهٔ ۲۰۰۰ ‏(۲۵ سال)      | 0    | 0  | آث میلان              |
| 7  | هافبک     | لورنتزو پلگرینی    | ۱۹ ژوئن ۱۹۹۶ ‏(۲۹ سال)   | 12   | 1  | رم                    |
| 8  | هافبک     | جورجینیو           | ۲۰ دسامبر ۱۹۹۱ ‏(۳۳ سال) | 19   | 2  | چلسی                  |
| 12 | هافبک     | فدریکو کیزا        | ۵ اوت ۱۹۹۵ ‏(۲۹ سال)     | 4    | 1  | یوونتوس               |
| 18 | هافبک     | نیکولو بارلا       | ۷ فوریهٔ ۱۹۹۷ ‏(۲۸ سال)   | 9    | 2  | اینترمیلان            |
|    |           |                    |                         |      |    |                       |
| 9  | مهاجم     | آندره‌آ بلوتی       | ۲۰ دسامبر ۱۹۹۳ ‏(۳۱ سال) | 24   | 6  | تورینو                |
| 10 | مهاجم     | فدریکو برناردسکی   | ۱۶ فوریهٔ ۱۹۹۴ ‏(۳۱ سال)  | 21   | 2  | یوونتوس               |
| 11 | مهاجم     | وینچنزو گریفو      | ۷ آوریل ۱۹۹۳ ‏(۳۲ سال)   | 1    | 0  | فرایبورگ              |
| 14 | مهاجم     | فدریکو کیه‌زا       | ۲۵ اکتبر ۱۹۹۷ ‏(۲۷ سال)  | 15   | 0  | فیورنتینا             |
| 15 | مهاجم     | کوین لازانیا       | ۱۰ اوت ۱۹۹۲ ‏(۳۲ سال)    | 4    | 0  | اودینزه               |
| 17 | مهاجم     | چیرو ایموبیله      | ۲۰ فوریهٔ ۱۹۹۰ ‏(۳۵ سال)  | 37   | 8  | لاتزیو                |
| 22 | مهاجم     | استفان الشراوی     | ۲۷ اکتبر ۱۹۹۲ ‏(۳۲ سال)  | 23   | 3  | شانگهای شنهوا         |

### آخرین دعوت شدگان
بازیکنان حاضر در لیست زیر در ۱۲ ماه گذشته به تیم ملی دعوت شده‌اند. بازیکنانی که از فوتبال ملی خداحافظی کرده یا انتخاب مجدد نمی‌شوند از لیست حذف شده‌اند.
| پست       | نام بازیکن           | تاریخ تولد (سن)               | بازی‌       | گل‌ | باشگاه         | آخرین دعوت                             |
| --------- | -------------------- | ----------------------------- | ---------- | -- | -------------- | -------------------------------------- |
| دروازه‌بان | پیرلوئیجی گولینی     | ۱۸ مارس ۱۹۹۵ ‏(۳۰ سال)         | 0          | 0  | آتالانتا       | .v ارمنستان, ۵ سپتامبر ۲۰۱۹            |
| دروازه‌بان | آلسیو کرانیو         | ۲۸ ژوئن ۱۹۹۴ ‏(۳۱ سال)         | 0          | 0  | کالیاری        | v. بوسنی و هرزگوین, ۱۱ ژوئن ۲۰۱۹       |
| دروازه‌بان | آنتونیو میرانته      | ۸ ژوئیهٔ ۱۹۸۳ ‏(۴۱ سال)         | 0          | 0  | رم             | v. بوسنی و هرزگوین, ۱۱ ژوئن ۲۰۱۹       |
| دروازه‌بان | ماتیا پرین           | ۱۰ نوامبر ۱۹۹۲ ‏(۳۲ سال)       | 0          | 0  | یوونتوس        | v. لیختن‌اشتاین, ۲۶ مارس ۲۰۱۹           |
|           |                      |                               |            |    |                |                                        |
| مدافع     | لوکا پلگرینی         | ۷ مارس ۱۹۹۹ ‏(۲۶ سال)          | 0          | 0  | کالیاری        | v. ارمنستان, ۵ سپتامبر ۲۰۱۹            |
| مدافع     | جورجو کیلینی         | ۱۴ اوت ۱۹۸۴ ‏(۴۰ سال)=10چ۱۱۹ 3 | {{{caps}}} | 8  | یوونتوس        | v. ارمنستان, ۵ سپتامبر ۲۰۱۹            |
| مدافع     | ماتیا د شیلیو        | ۲۰ اکتبر ۱۹۹۲ ‏(۳۲ سال)        | 39         | 0  | یوونتوس        | v. ارمنستان, ۵ سپتامبر ۲۰۱۹            |
| مدافع     | لئوناردو اسپیناتزولا | ۲۵ مارس ۱۹۹۳ ‏(۳۲ سال)         | 7          | 0  | رم             | v. یونان, ۸ ژوئن ۲۰۱۹                  |
| مدافع     | کریستیانو بیراگی     | ۱ سپتامبر ۱۹۹۲ ‏(۳۲ سال)       | 5          | 1  | اینتر میلان    | v. یونان, ۸ ژوئن ۲۰۱۹                  |
| مدافع     | کریستینو پیچینی      | ۲۶ سپتامبر ۱۹۹۲ ‏(۳۲ سال)      | 3          | 0  | والنسیا        | v. فنلاند, ۲۳ مارس ۲۰۱۹                |
| مدافع     | دومنیکو کریشیتو      | ۳۰ دسامبر ۱۹۸۶ ‏(۳۸ سال)       | 26         | 0  | جنوا           | کمپ تمرینی، فوریه ۲۰۱۹                 |
| مدافع     | آندره آ کونتی        | ۲ مارس ۱۹۹۴ ‏(۳۱ سال)          | 1          | 0  | آث میلان       | کمپ تمرینی، فوریه ۲۰۱۹                 |
| مدافع     | مانوئل لاتزاری       | ۲۹ نوامبر ۱۹۹۳ ‏(۳۱ سال)       | 1          | 0  | لاتزیو         | کمپ تمرینی، فوریه ۲۰۱۹                 |
| مدافع     | الساندرو باستونی     | ۱۳ آوریل ۱۹۹۹ ‏(۲۶ سال)        | 0          | 0  | اینترمیلان     | کمپ تمرینی، فوریه ۲۰۱۹                 |
| مدافع     | دنیله روگانی         | ۲۹ ژوئیهٔ ۱۹۹۴ ‏(۳۰ سال)        | 7          | 0  | یوونتوس        | v. ایالات متحده آمریکا, ۲۰ نوامبر ۲۰۱۸ |
| مدافع     | لورنزو تونلی         | ۱۷ ژانویهٔ ۱۹۹۰ ‏(۳۵ سال)       | 0          | 0  | ناپولی         | v. لهستان, ۱۴ اکتبر ۲۰۱۸               |
|           |                      |                               |            |    |                |                                        |
| هافبک     | مارکو وراتی          | ۵ نوامبر ۱۹۹۲ ‏(۳۲ سال)        | 34         | 3  | پاریس سنت ژرمن | v. ارمنستان, ۵ سپتامبر ۲۰۱۹            |
| هافبک     | برایان کریستانته     | ۳ مارس ۱۹۹۵ ‏(۳۰ سال)          | 6          | 0  | رم             | v. بوسنی و هرزگوین, ۵ سپتامبر ۲۰۱۹     |
| هافبک     | نیکولو زانیولو       | ۲ ژوئیهٔ ۱۹۹۹ ‏(۲۶ سال)         | 2          | 0  | رم             | v. ارمنستان, ۱۱ ژوئن ۲۰۱۹              |
| هافبک     | روبرتو گالیاردینی    | ۷ آوریل ۱۹۹۴ ‏(۳۱ سال)         | 6          | 0  | اینتر میلان    | کمپ تمرینی، فوریه ۲۰۱۹                 |
| هافبک     | مارکو بناسی          | ۸ سپتامبر ۱۹۹۴ ‏(۳۰ سال)       | 0          | 0  | فیورنتینا      | کمپ تمرینی، فوریه ۲۰۱۹                 |
| هافبک     | جاکومو بوناونتورا    | ۲۲ اوت ۱۹۸۹ ‏(۳۵ سال)          | 14         | 0  | آث میلان       | v. لهستان, ۱۴ اکتبر ۲۰۱۸               |
|           |                      |                               |            |    |                |                                        |
| مهاجم     | لورنزو اینسینیه      | ۴ ژوئن ۱۹۹۱ ‏(۳۴ سال)          | 32         | 6  | ناپولی         | v. ارمنستان, ۵ سپتامبر ۲۰۱۹            |
| مهاجم     | فابیو کوالیارلا      | ۳۱ ژانویهٔ ۱۹۸۳ ‏(۴۲ سال)       | 28         | 9  | سمپدوریا       | v. بوسنی و هرزگوین, ۱۱ ژوئن ۲۰۱۹       |
| مهاجم     | مویزه کین            | ۲۸ فوریهٔ ۲۰۰۰ ‏(۲۵ سال)        | 3          | 2  | اورتون         | v. بوسنی و هرزگوین, ۱۱ ژوئن ۲۰۱۹       |
| مهاجم     | لئوناردو پاوولتی     | ۲۶ نوامبر ۱۹۸۸ ‏(۳۶ سال)       | 1          | 1  | کالیاری        | v. بوسنی و هرزگوین, ۱۱ ژوئن ۲۰۱۹       |
| مهاجم     | ماتئو پولیتانو       | ۳ اوت ۱۹۹۳ ‏(۳۱ سال)           | 3          | 1  | اینتر میلان    | v. یونان, ۸ ژوئن ۲۰۱۹                  |
| مهاجم     | دومنیکو براردی       | ۱ اوت ۱۹۹۴ ‏(۳۰ سال)           | 5          | 0  | ساسولو         | کمپ تمرینی، فوریه ۲۰۱۹                 |
| مهاجم     | سباستین جیووینکو     | ۲۶ ژانویهٔ ۱۹۸۷ ‏(۳۸ سال)       | 23         | 1  | الهلال         | v. لهستان, ۱۴ اکتبر ۲۰۱۸               |
| مهاجم     | جانلوکا کاپراری      | ۳۰ ژوئیهٔ ۱۹۹۳ ‏(۳۱ سال)        | 0          | 0  | سمپدوریا       | v. لهستان, ۱۴ اکتبر ۲۰۱۸               |
| مهاجم     | سیمونه زازا          | ۲۵ ژوئن ۱۹۹۱ ‏(۳۴ سال)         | 18         | 2  | تورینو         | v. اوکراین, ۱۰ اکتبر ۲۰۱۸              |
| مهاجم     | پاتریک کوترونه       | ۳ ژانویهٔ ۱۹۹۸ ‏(۲۷ سال)        | 1          | 0  | ولورهمپتون     | v. اوکراین, ۱۰ اکتبر ۲۰۱۸              |

|}

## جدول رکوردها

### جام جهانی
| رکوردها در جام جهانی | رکوردها در جام جهانی | رکوردها در جام جهانی | رکوردها در جام جهانی | رکوردها در جام جهانی | رکوردها در جام جهانی | رکوردها در جام جهانی | رکوردها در جام جهانی | رکوردها در جام جهانی |                      | انتخابی جام جهانی    | انتخابی جام جهانی    | انتخابی جام جهانی    | انتخابی جام جهانی    | انتخابی جام جهانی    | انتخابی جام جهانی |
| سال                  | مرحله                | جایگاه               | تعداد بازی‌ها         | برد                  | تساوی*               | باخت                 | گل‌زده                | گل‌خورده              | تعداد بازی‌ها         | برد                  | تساوی                | باخت                 | گل‌زده                | گل‌خورده              |                   |
| -------------------- | -------------------- | -------------------- | -------------------- | -------------------- | -------------------- | -------------------- | -------------------- | -------------------- | -------------------- | -------------------- | -------------------- | -------------------- | -------------------- | -------------------- | ----------------- |
| ۱۹۳۰                 | وارد نشده            | وارد نشده            | وارد نشده            | وارد نشده            | وارد نشده            | وارد نشده            | وارد نشده            | وارد نشده            | –                    | –                    | –                    | –                    | –                    | –                    |                   |
| ۱۹۳۴                 | قهرمان               | اول                  | ۵                    | ۴                    | ۱                    | ۰                    | ۱۲                   | ۳                    | ۱                    | ۱                    | ۰                    | ۰                    | ۴                    | ۰                    |                   |
| ۱۹۳۸                 | قهرمان               | اول                  | ۴                    | ۴                    |                      | ۰                    | ۱۱                   | ۵                    | قهرمان دوره گذشته    | قهرمان دوره گذشته    | قهرمان دوره گذشته    | قهرمان دوره گذشته    | قهرمان دوره گذشته    | قهرمان دوره گذشته    |                   |
| ۱۹۵۰                 | مرحله گروهی          | هفتم                 | ۲                    | ۱                    | ۰                    | ۱                    | ۴                    | ۳                    | قهرمان دوره گذشته    | قهرمان دوره گذشته    | قهرمان دوره گذشته    | قهرمان دوره گذشته    | قهرمان دوره گذشته    | قهرمان دوره گذشته    |                   |
| ۱۹۵۴                 | مرحله گروهی          | دهم                  | ۳                    | ۱                    | ۰                    | ۲                    | ۶                    | ۷                    | ۲                    | ۲                    | ۰                    | ۰                    | ۷                    | ۲                    |                   |
| ۱۹۵۸                 | عدم صلاحیت حضور      | عدم صلاحیت حضور      | عدم صلاحیت حضور      | عدم صلاحیت حضور      | عدم صلاحیت حضور      | عدم صلاحیت حضور      | عدم صلاحیت حضور      | عدم صلاحیت حضور      | ۴                    | ۲                    | ۰                    | ۲                    | ۵                    | ۵                    |                   |
| ۱۹۶۲                 | مرحله گروهی          | نهم                  | ۳                    | ۱                    | ۱                    | ۱                    | ۳                    | ۲                    | ۲                    | ۲                    | ۰                    | ۰                    | ۱۰                   | ۲                    |                   |
| ۱۹۶۶                 | مرحله گروهی          | نهم                  | ۳                    | ۲                    | ۰                    | ۲                    | ۲                    | ۲                    | ۶                    | ۴                    | ۱                    | ۱                    | ۱۷                   | ۳                    |                   |
| ۱۹۷۰                 | نایب قهرمان          | دوم                  | ۶                    | ۳                    | ۲                    | ۱                    | ۱۰                   | ۸                    | ۴                    | ۳                    | ۱                    | ۰                    | ۱۰                   | ۴                    |                   |
| ۱۹۷۴                 | مرحله گروهی          | دهم                  | ۳                    | ۱                    | ۱                    | ۱                    | ۵                    | ۴                    | ۶                    | ۴                    | ۲                    | ۰                    | ۱۲                   | ۰                    |                   |
| ۱۹۷۸                 | چهارمی               | چهارم                | ۷                    | ۴                    | ۱                    | ۲                    | ۹                    | ۶                    | ۶                    | ۵                    | ۰                    | ۱                    | ۱۸                   | ۴                    |                   |
| ۱۹۸۲                 | قهرمان               | اول                  | ۷                    | ۴                    | ۳                    | ۰                    | ۱۲                   | ۶                    | ۸                    | ۵                    | ۲                    | ۱                    | ۱۲                   | ۵                    |                   |
| ۱۹۸۶                 | مرحله یک شانزدهم     | دوازدهم              | ۴                    | ۱                    | ۲                    | ۱                    | ۵                    | ۶                    | قهرمان دوره گذشته    | قهرمان دوره گذشته    | قهرمان دوره گذشته    | قهرمان دوره گذشته    | قهرمان دوره گذشته    | قهرمان دوره گذشته    |                   |
| ۱۹۹۰                 | سومی                 | سوم                  | ۷                    | ۶                    | ۱                    | ۰                    | ۱۰                   | ۲                    | حضور به عنوان میزبان | حضور به عنوان میزبان | حضور به عنوان میزبان | حضور به عنوان میزبان | حضور به عنوان میزبان | حضور به عنوان میزبان |                   |
| ۱۹۹۴                 | نایب قهرمان          | دوم                  | ۷                    | ۴                    | ۲                    | ۱                    | ۸                    | ۵                    | ۱۰                   | ۷                    | ۲                    | ۱                    | ۲۲                   | ۷                    |                   |
| ۱۹۹۸                 | یک چهارم نهایی       | پنجم                 | ۵                    | ۳                    | ۲                    | ۰                    | ۸                    | ۳                    | ۱۰                   | ۶                    | ۴                    | ۰                    | ۱۳                   | ۲                    |                   |
| ۲۰۰۲                 | یک شانزدهم           | پانزدهم              | ۴                    | ۱                    | ۱                    | ۲                    | ۵                    | ۵                    | ۸                    | ۶                    | ۲                    | ۰                    | ۱۶                   | ۳                    |                   |
| ۲۰۰۶                 | قهرمان               | اول                  | ۷                    | ۵                    | ۲                    | ۰                    | ۱۲                   | ۲                    | ۱۰                   | ۷                    | ۲                    | ۱                    | ۱۷                   | ۸                    |                   |
| ۲۰۱۰                 | مرحله گروهی          | بیست و ششم           | ۳                    | ۰                    | ۲                    | ۱                    | ۴                    | ۵                    | ۱۰                   | ۷                    | ۳                    | ۰                    | ۱۸                   | ۷                    |                   |
| ۲۰۱۴                 | مرحله گروهی          | بیست و دوم           | ۳                    | ۱                    | ۰                    | ۲                    | ۲                    | ۳                    | ۱۰                   | ۶                    | ۴                    | ۰                    | ۱۹                   | ۹                    |                   |
| ۲۰۱۸                 | عدم راهیابی          | عدم راهیابی          | عدم راهیابی          | عدم راهیابی          | عدم راهیابی          | عدم راهیابی          | عدم راهیابی          | عدم راهیابی          | ۱۲                   | ۷                    | ۳                    | ۲                    | ۲۱                   | ۹                    |                   |
| 🇶🇦 ۲۰۲۲              | عدم راهیابی          | عدم راهیابی          | عدم راهیابی          | عدم راهیابی          | عدم راهیابی          | عدم راهیابی          | عدم راهیابی          | عدم راهیابی          | 8                    | 4                    | 4                    | 0                    | 13                   | 2                    |                   |
| مجموع                | ۴ قهرمانی            | ۱۸/۲۰                | ۸۳                   | ۴۵                   | ۲۱                   | ۱۷                   | ۱۲۸                  | ۷۷                   | 105                  | 71                   | ۲7                   | ۷                    | ۲13                  | ۶4                   |                   |

*علامت ستاره به معنی تساوی در مرحله گروهی است تساوی‌های مرحله حذفی به ضربات پنالتی کشیده می‌شود.
**زمینه زرد رنگ نشان دهنده سال‌های قهرمانی.
***زمینه قرمز رنگ نشان دهنده سال‌های میزبانی .

### بیشترین بازی ملی
| #  | نام بازیکن        | دوره زمانی | تعداد بازی | تعداد گل |
| -- | ----------------- | ---------- | ---------- | -------- |
| ۱  | جانلوئیجی بوفون   | ۱۹۹۷–۲۰۱۸  | ۱۷۶        | ۰        |
| ۲  | پائولو مالدینی    | ۱۹۸۸–۲۰۰۲  | ۱۴۲        | ۱۱       |
| ۳  | فابیو کاناوارو    | ۱۹۹۷–۲۰۱۰  | ۱۲۶        | ۲        |
| ۴  | دنیله د روسی      | ۲۰۰۴–۲۰۱۷  | ۱۱۷        | ۲۱       |
| ۵  | آندره‌آ پیرلو      | ۲۰۰۲–۲۰۱۵  | ۱۱۶        | ۱۳       |
| ۶  | دینو زوف          | ۱۹۶۸–۱۹۸۳  | ۱۱۲        | ۰        |
| ۷  | جورجو کیه‌لینی     | ۲۰۰۴-      | ۱۰۳        | ۸        |
| ۸  | لئوناردو بونوچی   | ۲۰۱۰-      | ۹۹         | ۸        |
| ۹  | جیانلوکا زامبروتا | ۱۹۹۹–۲۰۱۰  | ۹۸         | ۲        |
| ۱۰ | جاچینتو فاکتی     | ۱۹۶۳–۱۹۷۷  | ۹۴         | ۳        |
| ۱۱ | آلساندرو دل‌پیرو   | ۱۹۹۵–۲۰۰۸  | ۹۱         | ۲۷       |

### بیشترین تعداد گل ملی
| # | بازیکن             | دوره زمانی | تعداد گل | تعداد بازی | میانگین |
| - | ------------------ | ---------- | -------- | ---------- | ------- |
| ۱ | لوئیجی ریوا        | ۱۹۶۵–۱۹۷۴  | ۳۵       | ۴۲         | ۰٫۸۳    |
| ۲ | جوزپه مئاتزا       | ۱۹۳۰–۱۹۳۹  | ۳۳       | ۵۳         | ۰٫۶۲    |
| ۳ | سیلویو پیولا       | ۱۹۳۵–۱۹۵۲  | ۳۰       | ۳۴         | ۰٫۸۸    |
| ۴ | روبرتو باجو        | ۱۹۸۸–۲۰۰۴  | ۲۷       | ۵۶         | ۰٫۴۸    |
| ۴ | آلساندرو دل‌پیرو    | ۱۹۹۵–۲۰۰۸  | ۲۷       | ۹۱         | ۰٫۳۰    |
| ۶ | آدولفو بالونچری    | ۱۹۲۰–۱۹۳۰  | ۲۵       | ۴۷         | ۰٫۵۳    |
| ۶ | فیلیپو اینزاگی     | ۱۹۹۷–۲۰۰۷  | ۲۵       | ۵۷         | ۰٫۴۴    |
| ۶ | آلساندرو آلتوبلی   | ۱۹۸۰–۱۹۸۸  | ۲۵       | ۶۱         | ۰٫۴۱    |
| ۹ | کریستین ویری       | ۱۹۹۷–۲۰۰۵  | ۲۳       | ۴۹         | ۰٫۴۷    |
| ۹ | فرانچسکو گراتسیانی | ۱۹۷۵–۱۹۸۳  | ۲۳       | ۶۴         | ۰٫۳۶    |

## لباس

### تاریخچه لباس تیم ملی ایتالیا
| ۱۹۳۹ جام جهانی | ۱۹۵۰ جام جهانی | ۱۹۶۲ جام جهانی | ۱۹۶۶–۱۹۸۰             | ۱۹۸۲ جام جهانی | ۱۹۸۶ جام جهانی | ۱۹۹۴ جام جهانی        | ۱۹۹۵ |
| ۱۹۹۶ یورو      | ۱۹۹۸ جام جهانی | ۲۰۰۰ یورو      | ۲۰۰۲ جام جهانی        | ۲۰۰۶ جام جهانی | ۲۰۰۸ یورو      | ۲۰۰۹ جام کنفدراسیون‌ها |      |
| ۲۰۰۹           | ۲۰۱۰ جام جهانی | ۲۰۱۲ یورو      | ۲۰۱۳ جام کنفدراسیون‌ها | ۲۰۱۴ جام جهانی | یورو ۲۰۱۶      |                       |      |

## افتخارات

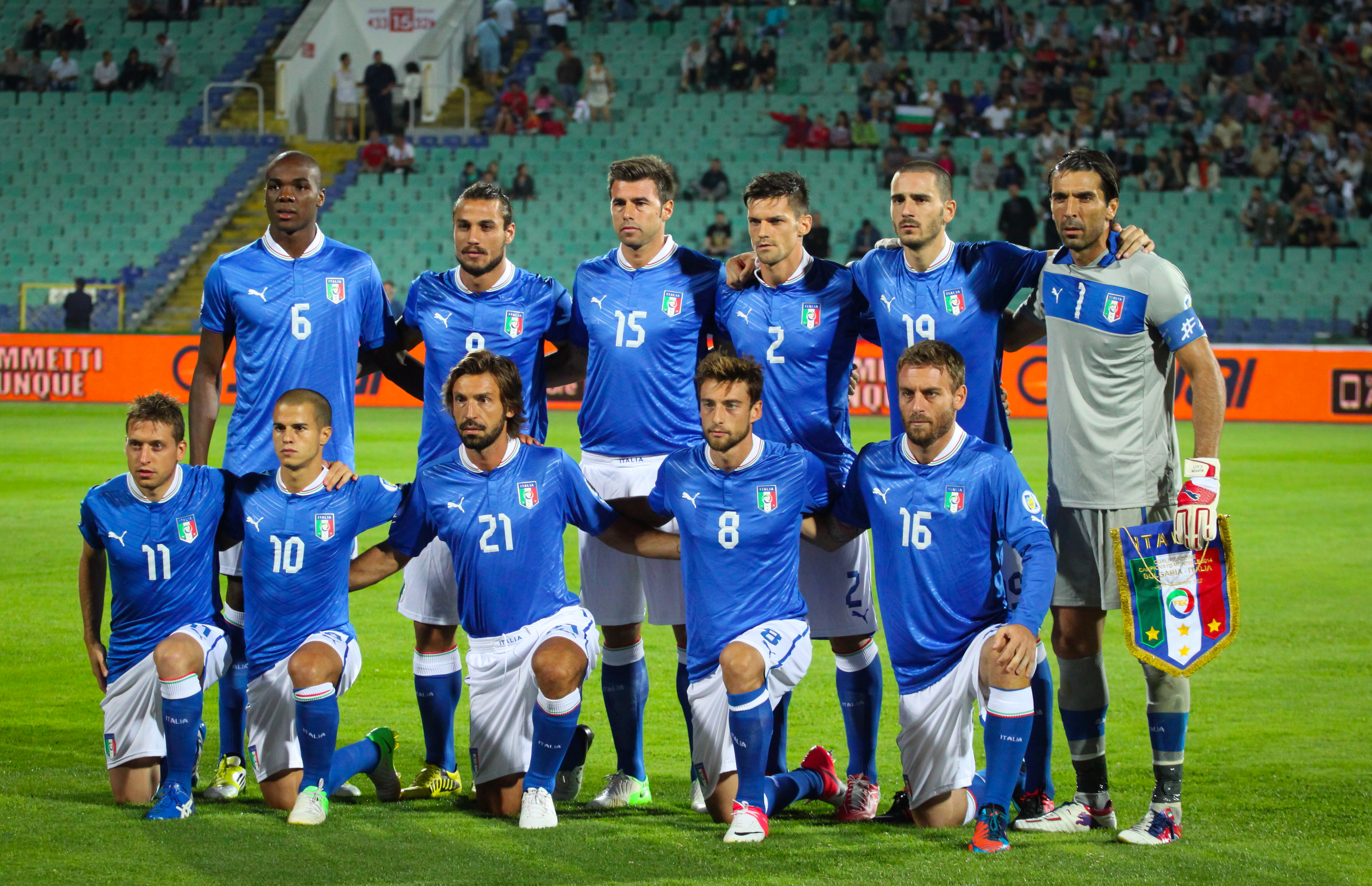
نگاره‌ای از بازیکنان تیم ملی فوتبال ایتالیا در سپتامبر ۲۰۱۲

تیم ایتالیا با ۴ مقام قهرمانی و ۲ مقام نایب قهرمانی جام جهانی فوتبال، سومین تیم پرافتخار جهان است. ایتالیا اولین تیمی در جهان است که موفق شد از عنوان قهرمانی خود دفاع کرده، دو بار پیاپی در ۱۹۳۴ و ۱۹۳۸ قهرمان جهان شود. تا امروز هم فقط ایتالیا و برزیل صاحب چنین رکوردی هستند. تیم ملی فوتبال ایتالیا از تیم‌های صاحب سبک جهان است.

### جام جهانی
- قهرمان (۴ بار): ۱۹۳۴؛ ۱۹۳۸؛ ۱۹۸۲؛ ۲۰۰۶
- نایب قهرمان (۲ بار): ۱۹۷۰؛ ۱۹۹۴
- سومی (۱ بار): ۱۹۹۰
- چهارمی (۱ بار): ۱۹۷۸

### جام ملت‌های اروپا
- قهرمان (۲ بار): ۱۹۶۸؛ ۲۰۲۰
- نایب قهرمان (۲ بار): ۲۰۰۰؛ ۲۰۱۲
- چهارمی (۱ بار): ۱۹۸۰

### المپیک
- طلا (۱ بار): ۱۹۳۶
- برنز (۲ بار): ۱۹۲۸؛ ۲۰۰۴
- چهارمی(۳ بار): ۱۹۶۰؛ ۱۹۸۴؛ ۱۹۸۸

### جام کنفدراسیون‌ها
- سومی (۱ بار): ۲۰۱۳

## سرمربیان
- کمیسیون فنی (۱۹۱۲–۱۹۱۰)
- ویتوریو پوتزو (۱۹۱۲)
- کمیسیون فنی (۱۹۲۴–۱۹۱۲)
- ویتوریو پوتزو (۱۹۲۴)
- کمیسیون فنی (۱۹۲۵–۱۹۲۴)
- آگوستو رانگونو (۱۹۲۸–۱۹۲۵)
- کارلو کارکانو (۱۹۲۹–۱۹۲۸)
- ویتوریو پوتزو (۱۹۴۸–۱۹۲۸)
- فروچو ناوو (۱۹۵۰–۱۹۴۹)
- کمیسیون فنی (۱۹۵۱)
- جوزپه مئاتزا (۱۹۵۳–۱۹۵۲)
- کمیسیون فنی (۱۹۶۰–۱۹۵۳)
- جوسپه ویانی (۱۹۶۰)
- جووانی فرراری (۱۹۶۱–۱۹۶۰)
- کمیسیون فنی (۱۹۶۲)
- ادموندو فابری (۱۹۶۶–۱۹۶۲)
- کمیسیون فنی (۱۹۶۷–۱۹۶۶)
- فروتچو والکارجی (۱۹۷۴–۱۹۶۷)
- فولویو برناردینی (۱۹۷۵–۱۹۷۴)
- انزو بیارزوت (۱۹۸۶–۱۹۷۵)
- آزگلیو ویچینی (۱۹۹۱–۱۹۸۶)
- آریگو ساچی (۱۹۹۷–۱۹۹۱)
- چزاره مالدینی (۱۹۹۸–۱۹۹۷)
- دینو زوف (۲۰۰۰–۱۹۹۸)
- جیووانی تراپاتونی (۲۰۰۴–۲۰۰۰)
- مارچلو لیپی (۲۰۰۶–۲۰۰۴)
- روبرتو دونادونی (۲۰۰۸–۲۰۰۶)
- مارچلو لیپی (۲۰۱۰–۲۰۰۸)
- چزاره پراندلی (۲۰۱۴–۲۰۱۰)
- آنتونیو کونته (۲۰۱۶–۲۰۱۴)
- جانپیرو ونتورا (۱۷–۲۰۱۶)
- لوئیجی دی بیاجو (۲۰۱۸)
- روبرتو مانچینی (۲۰۲۳–۲۰۱۸)
- لوچانو اسپالتی (۲۰۲۵–۲۰۲۳)
- جنارو گتوزو (۲۰۲۵–تاکنون)